# Paraphysornis
Paraphysornis brasiliensis
Genre
Espèce
Paraphysornis est genre fossile d'oiseaux non-volants de la famille des Phorusrhacidae ou « oiseaux-terreur » dans la sous-famille des Brontornithinae. Il a été découvert dans l'Oligocène supérieur ou le Miocène inférieur de ce qui est aujourd'hui le Brésil.
Une seule espèce est connue : Paraphysornis brasiliensis.

## Description

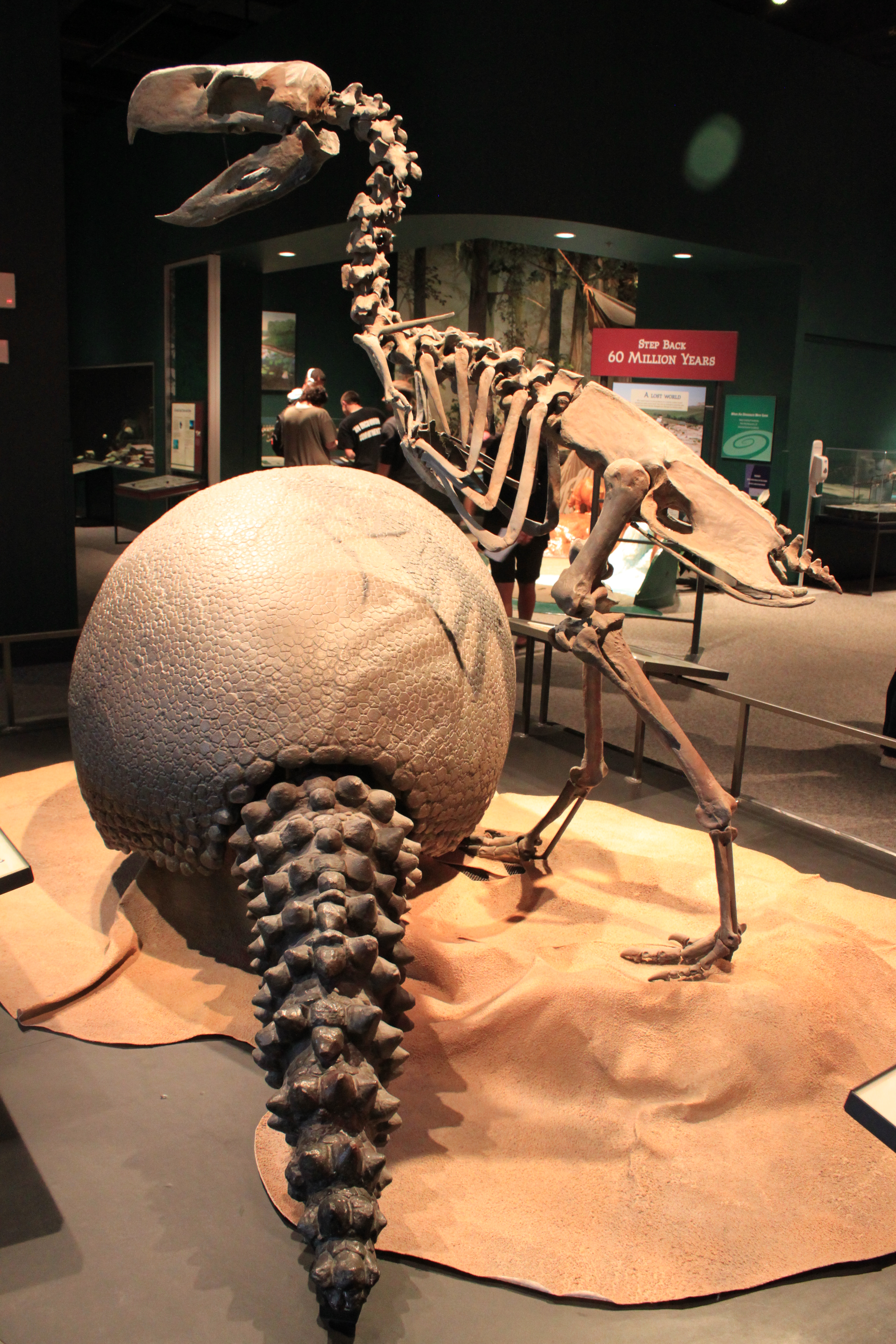
Un Paraphysornis attaquant un Glyptodon.

L'animal était d'environ 2,4 mètres de haut, 3 mètres de long et le crâne avait une longueur de 60 centimètres, mensurations très similaire à celui du genre Kelenken. L'oiseau-terreur était légèrement plus petit que Brontornis, mais plus grand que Phorusrhacos. Il vivait il y a environ 23 millions d'années et ses fossiles ont été récupérés dans la formation géologique de Trémembé du bassin de Taubaté. Le squelette presque complet de Paraphysornis découvert en 1982 par Herculano Alvarenga est exposé au musée d'histoire naturelle de Taubaté.

### Publication originale
- (pt) H. M. F. Alvarenga, Paraphysornis novo gênero para Physornis brasiliensis Alvarenga, 1982 (Aves: Phorusrhacidae), vol. 65, coll. « Anais da Academia Brasileira de Ciências », 1993, 403-406 p.